# シノファーム
シノファーム（Sinopharm）として知られる中国国家医薬集団 (China National Pharmaceutical Group Corp., CNPGC) は、中国の国営企業。この企業は、公開企業であるシノファームグループ（SEHOKU: 1099、51-49 の合弁事業であるシノファーム産業投資を経由し、佛山製薬と共同出資）、中国漢方薬（zh）（SEHOKU: 570、主にシノファームグループ香港有限公司を経由している）の間接的な主要株主であった。上海シンデック製薬（SSE: 600420、上海に拠点を置く100％出資の研究所を経由）、北京天壇生物製剤（SSE: 600161、中国国家医薬集団を経由）などがある。
シノファームは、国務院国有資産監督管理委員会の監督を受けている。
シノファームは2016年のフォーチュン・グローバル500リストで205位にランクインしている。

## 歴史
中国国家医薬集団公司（中国語: 中国医药集团总公司）は、1998年11月26日に中国国家医薬公司、中国国家医薬工業公司（中国語: 中国医药工业公司）、中国国家医薬対外貿易公司（中国語: 中国医药对外贸易公司）、中国国家医療器械工業公司（中国語: 中国医疗器械工业公司）の持株会社として設立された。2009年には中国生物技術集団公司（中国語: 中国生物技术集团公司）と合併した。
子会社の武漢生物製品研究所は2017年11月、効果のないDPTワクチン400,520本を販売したとして罰金を科せられた。

## COVID-19 ワクチン開発
BBIBP-CorVは、シノファーム社の北京および武漢の子会社が開発中の、不活化ウイルスCOVID-19ワクチン2種のうちの1種。2020年12月現在、アルゼンチン、バーレーン、エジプト、ヨルダン、モロッコ、パキスタン、ペルー、アラブ首長国連邦で、6万人以上を対象としたフェーズIII試験が実施されている。12月9日、UAEは、フェーズIII試験の中間解析の結果、BBIBP-CorVがCOVID-19感染症に対して86％の有効性を示したことを受け、BBICP-CorVの正式登録を発表した。12月30日、中国のシノファームは国産ワクチン「BBIBP-CorV」の有効性を79.34％とし、UAEの86％よりも低く発表した。翌31日、中国の国家薬品監督管理局はBBIBP-CorVを承認した。
シノファーム社のワクチンは2021年1月時点でバーレーンとUAEとエジプトで緊急使用許可を取得しているが、BIBP-CorVは開発途上国の大部分にワクチンを接種するための好ましい選択肢となる可能性がある。tozinameranやmRNA-1273のようなmRNAワクチンは90%以上の高い有効性を示したが、これらのワクチンは超低温の保存設備やトラックを必要とするため、一部の国では流通に課題がある。BIBP-CorVは、通常の冷蔵温度で輸送および保存が可能である。
世界保健機関（WHO）は2021年5月7日に欧米以外では初であるシノファーム社のワクチンの緊急使用を承認しており、これにより発展途上国へのワクチン供給を目指す国際的な枠組み「COVAX」にシノファーム社製が加えられた。ワクチンを承認したWHOは「シノファーム」（シノバックではない）のワクチンの有効性を79％と推定した。